# نولوين ليروي
نولوين ليروي هي مغنية وممثلة فرنسية ولدت في 28 سبتمبر 1982.

## وصلات خارجية
- نولوين ليروي على موقع IMDb (الإنجليزية)
- نولوين ليروي على موقع ألو سيني (الفرنسية)
- نولوين ليروي على موقع ميوزك برينز (الإنجليزية)
- نولوين ليروي على موقع أول ميوزيك (الإنجليزية)
- نولوين ليروي على موقع ديسكوغز (الإنجليزية)
- نولوين ليروي على موقع قاعدة بيانات الفيلم (الإنجليزية)
- نولوين ليروي على موقع ليتربوكسد (الإنجليزية)
- نولوين ليروي على موقع كينوبويسك (الروسية)